# Kynos (Sohn des Opus)
Kynos (altgriechisch Κῦνος Kýnos, lateinisch Cynus) war in der Griechischen Mythologie der Sohn des Opus.
Er war der Vater von Hodoidokos und Larymna. Er war der eponyme Heros der Hafenstadt Kynos.